# Des endroits sensibles
Pour plus de détails, voir Fiche technique et Distribution.
Des endroits sensibles (Czułe Miejsca en polonais) est un film de science-fiction de Piotr Andrejew, sorti en 1981.

## Fiche technique
- Titre : Des endroits sensibles (parfois - français: Les points sensibles, polonais: Czułe Miejsca, anglais: Tender Spots)
- Réalisation : Piotr Andrejew
- Scénario : Piotr Andrejew et Andrzej Pastuszek
- Production : Urszula Orczykowska
  - Production déléguée : Jerzy Kawalerowicz et Jerzy Laskowski
- Société de production: Zespół Filmowy "KADR"
- Photographie : Jerzy Zielinski et Ryszard Lenczewski
- Décors : Andrzej Kowalczyk
- Montage : Alina Faflik
- Musique : Lech Brański
- Pays :  Pologne
- Format : 2.35 (noir et blanc)
- Genre : anticipation
- Durée : 92 minutes
- Date de sortie : 28 août 1981

## Distribution
- Michał Juszczakiewicz : Jan Zaleski 13-13
- Hanna Dunowska : Ewa
- Kasia Owczarek : Aśka
- Marek Barbasiewicz : Allan
- Anna Nehrebecka : samotna
- Mariusz Dmochowski : Pułkownik Chałatek
- Włodzimierz Boruński : elegant
- Marek Wojciechowski : dyrektor balu
- Mariusz Opania : kolega
- Ewa Ziętek : dziewczyna przed hotelem
- Liliana Głąbczyńska : dziewczyna w oknie
- Anna Seniuk : barmanka
- Emilia Krakowska : kelnerka
- Bogusław Sobczuk : Dr. Stein
- Joanna Pacuła : pielęgniarka
- Jack Recknitz : mężczyzna przy barze
- Bruno O'Ya : officier

## Récompenses
- Sélectionné à La Semaine Internationale de la Critique au Festival de Cannes, 1982
- Mention Honoraire de la Critique Internationale au Festival de Porto, Fantasporto, Portugal 1983